# 釣魚溪戰役
釣魚溪戰役，或稱糖溪戰爭，是美國獨立戰爭的一場戰役，爆發於1780年8月18日，由美軍對抗包含第七十一步兵團的英軍。這場戰役在南卡羅萊那州的釣魚溪和卡塔靶河的交會處。英軍在伯納斯特·塔爾頓的率領下，驚奇地擊潰由湯瑪士·蘇姆特所指揮的民兵團，並殺死大量的敵軍，俘虜約300名士兵，還差點就抓到被英軍攻擊時，正在睡覺的蘇姆特。

## 外部連結
- 釣魚溪戰役 （页面存档备份，存于）